# Sonnenfinsternis vom 24. Januar 1544
Die Sonnenfinsternis vom 24. Januar 1544 war eine hybride Sonnenfinsternis, die in Europa sichtbar war.

## Beschreibung
Nach einer kurzen ringförmigen Phase begann der Kernschattenbereich über dem Atlantik westlich von Frankreich und erreichte das Festland nördlich von Bordeaux. Er durchquerte Frankreich, den Südrand der Schweiz, Österreich und Tschechien, Deutschland war nur im äußersten Südosten Bayerns betroffen. Die Finsternis überquerte danach Polen, die Baltischen Staaten, die Ostsee, traf bei Helsinki auf Finnland und verlief weiter in nördlicher Richtung, wurde wieder ringförmig und erreichte über Norwegen die Barentssee, wo sie schließlich endete. 
Die Dauer der totalen Verfinsterung war jeweils sehr kurz, die längste im Zentrum der Finsternis (Tschechien) dauerte nur 16 Sekunden. Es handelte sich um die 19. Finsternis des Saroszyklus 133.

## Historische Beobachtung
Der niederländische Astronom Reinerus Gemma Frisius beobachtete die Sonnenfinsternis in Löwen mittels einer  Camera obscura und berichtete darüber in seinem 1545 erschienenen Buch De Radio Astronomica et Geometrica. Die darin enthaltene, nebenstehende Zeichnung gilt als älteste Illustration einer Camera obscura.